# Północno-wschodni okręg administracyjny Moskwy
Północno-wschodni okręg administracyjny Moskwy (ros. Северо-Восточный административный округ Москвы) — jeden z dwunastu dystryktów administracyjnych Moskwy, położony w północno-wschodniej części miasta, od zachodu graniczy z Północnym okręgiem administracyjnym, a od południa z Centralnym okręgiem administracyjnym. Liczba mieszkańców według spisu powszechnego z 2021 roku wynosiła około 1 432 571 mieszkańców. Północny okręg administracyjny Moskwy liczy 101,8 km² powierzchni i dzieli się na 17 rejonów:
1. Aleksiejewskij (Алексеевский)
2. Ałtufjewskij (Алтуфьевский)
3. Babuszkinskij (Бабушкинский)
4. Bibiriewo (Бибирево)
5. Butyrskij (Бутырский)
6. Jarosławskij (Ярославский)
7. Jużnoje Miedwiedkowo (Южное Медведково)
8. Lianozowo (Лианозово)
9. Łosinoostrowskij (Лосиноостровский)
10. Marfino (Марфино)
11. Marjina Roszcza (Марьина Роща)
12. Ostankinskij (Останкинский)
13. Otradnoje (Отрадное)
14. Rostokino (Ростокино)
15. Siewiernoje Miedwiedkowo (Северное Медведково)
16. Siewiernyj (Северный)
17. Swibłowo (Свиблово)